# Unburied
Unburied (englisch Unbegraben) war eine 1991 gegründete und ab 1995 inaktive Funeral-Doom-Band.

## Geschichte
Unburied debütierte im Februar 1992 mit dem Demo Veil of Damnation. Die Band nahm das Demo vom 18. bis zum 20. Februar 1992 im Studio 8 von J. Kosonen auf. An der Aufnahme waren der Gitarrist Waltteri Myllynen, der Bassist Santtu Tiihonen, der Schlagzeuger Janne Riipinen und der Sänger Isto Rytkölä beteiligt.
Mit dem knapp nach Thergothons Fhtagn nagh Yog-Sothoth erschienenen Demo wird Unburied zu den Interpreten gezählt die „zwischen 1990 und 1992 frühe Genre-Werke [des Funeral Doom] in die Welt ließen“ gerechnet.
Anschließend folgten zwei weitere Demo-Veröffentlichungen sowie Bandumbesetzungen und zum abschließenden Demo Motherlove im Jahr 1995 ein Stilwandel zum Post-Industrial. Tiihonen und Myllynen, die die letzte Besetzung darstellten, kooperierten auch nach dem Ende von Unburied gelegentlich. So brachte sich Myllynen als Gast auf Produktionen von Tiihonens Band Exordium ein.

## Stil
Die Band spielt einen langsamen Death Doom mit der Tendenz zum Funeral Doom. Dabei spielt die Band „primitiven extremen Doom wie die ersten“ Genreinterpreten des Death Doom.

## Diskografie
- 1992: Veil of Damnation (Demo, Selbstverlag)
- 1993: Among the Woods (Demo, Selbstverlag)
- 1995: Motherlove (Demo, Selbstverlag)